# Faylan
Faylan (jap. 飛蘭 Feiran; ur. 8 maja 1982 r.) – japońska piosenkarka rockowa i popowa. Jest powiązana z agencją "S".

## Dyskografia

### Albumy studyjne
- Polaris (2010)
- ALIVE (2011)
- PRISM (2013)
- FAYvorite (2014)
- -Zero Hearts- (2015)
- mind as ROCK! (2019)